# Portada/article febrer 16

## Nebulosa del Cranc
La nebulosa del Cranc (també coneguda com a M1, NGC 1952, Taurus A i Taurus X-1) és un romanent de supernova resultant de l'explosió d'una supernova en el 1054 (SN 1054). Situada a una distància d'uns 6.300 anys llum (1.930 pc) de la Terra, a la constel·lació del Taure, la nebulosa té un diàmetre de sis anys llum (1,84 pc) i la seva velocitat d'expansió és de 1.500 km/s.